# Piperi (Republika Serbska)
Piperi (cyr. Пипери) – wieś w Bośni i Hercegowinie, w Republice Serbskiej, w gminie Lopare. W 2013 roku liczyła 845 mieszkańców.